# Haitský stát
Haitský stát (francouzsky État d'Haïti, kreolsky Leta an Ayiti) byl v letech 1806–1811 státní útvar s autokratickým režimem v severní části ostrova Hispaniola. Naopak jižní část spadala pod Haitskou republiku. Haitskému státu vládl Henri Christophe jako prezident. Hlavním městem státu byl Milot. V roce 1811 se Christophe nechal korunovat králem jako Jindřich I. a Haitský stát se stal královstvím.

## Historie
Po zavraždění císaře Jeana-Jacquese Dessalinese v roce 1806 vypukl boj o moc mezi Henrim Christophem a Alexandrem Pétionem, který vyústil v rozdělení země na jih s prezidentem Pétionem a sever, kde Christophe se svými stoupenci vyhlásil Haitský stát. Toto období se vyznačuje válčením severu s jihem a snahami Henriho Christopha legitimizovat vlastní mocenské postavení po zavražděném císaři Dessalinovi. V roce 1811 se Christophe nechal korunovat králem pod jménem Jindřich I. a zavedl absolutistickou monarchii.

## Související
- Dějiny Haiti
- Henri Christophe – prezident Haitského státu, později král